# 發育地位
《發育地位》（発育ステータス 御起立ジャポン）是日本音樂家椎名林檎的第四張DVD，和第三張DVD《下剋上高潮》、兩張DVD的VHS版本一起於2000年12月7日發行。總計銷售量8.6萬張，名列2001年年度音樂DVD銷售榜第17位。初回限定為「螢光塗料式樣」，另外，DVD版、VHS版皆使用綠色的反光漆。
此張DVD是收錄椎名林檎《御起立日本》巡迴演唱會，以2000年7月8日在東京都的新宿Liquidroom所舉行的演唱會為中心，其演唱的歌曲及幕後花絮。

## 曲目
文書
收錄演唱會歌曲製作過程與練習情況
演唱會
1. 發芽
2. 惡苗 良芽（悪い苗 良い萌）
3. 害蟲驅除（害虫駆除）
4. 長高吧長高吧（たかいたかい）
5. 土生土長（生えぬき）
6. 準備開花（咲かせてみて）
7. 今夜
8. 雌花 故 雄花（雌花 故 雄花）
9. 光合作用（光合成）

特典收錄
在結束之後，演唱會的表演人員一邊聊天一邊閒談的畫面
作詞

作曲

編曲

## 銷售排行

### Oricon 銷售榜(日本)[1]
| 發行日期                    | 排行榜                 | 最高排名 | 第一週銷售量 | 總銷售量 | 連續上榜次數 |
| --------------------------- | ---------------------- | -------- | ------------ | -------- | ------------ |
| 2000年12月7日 發育地位(DVD) | Oricon DVD日銷售排行榜 | -        | -            | 51,000   | 7週          |
| 2000年12月7日 發育地位(DVD) | Oricon DVD週銷售排行榜 | #3       | -            | 51,000   | 7週          |
| 2000年12月7日 發育地位(DVD) | Oricon DVD年銷售排行榜 | #17      | 51,000       | 51,000   | 7週          |

| 發行日期                    | 排行榜                 | 最高排名 | 第一週銷售量 | 總銷售量 | 連續上榜次數 |
| --------------------------- | ---------------------- | -------- | ------------ | -------- | ------------ |
| 2000年12月7日 發育地位(VHS) | Oricon DVD日銷售排行榜 | -        | -            | -        | -            |
| 2000年12月7日 發育地位(VHS) | Oricon DVD週銷售排行榜 | -        | -            | -        | -            |
| 2000年12月7日 發育地位(VHS) | Oricon DVD年銷售排行榜 | -        | -            | -        | -            |

## 發行日期
| 國家 | 發行日期      | 發行形式        | 商品編號  | 定價      |
| ---- | ------------- | --------------- | --------- | --------- |
| 日本 | 2000年12月7日 | VHS             | TOVF-1351 | 3,200日圓 |
| 日本 | 2000年12月7日 | DVD             | TOBF-5044 | 3,200日圓 |
| 台灣 | 2000年12月7日 | DVD(進口初回盤) | TOBF-5044 | 1,000元   |

## 演唱會簡介
《御起立日本》為日本音樂家椎名林檎在「下剋上高潮」巡迴演唱會結束後，所進行的巡迴演唱會活動，不過當時並不是以「椎名林檎」的名義展開巡迴演唱會，反而是以演出樂團「發育地位」為名來舉辦，總共在四個城市舉辦四場的演唱會。此外，正如同團名一般，演出的曲目以敘述植物的生長為主，而封面設計者木村豊也應景的把內頁畫上「用手噴灑驅除壞蟲的殺蟲劑」來呼應發育地位。
演唱會演出的曲目以植物生長為架構所衍生出來的新曲，從發芽到光合作用，不過依照光合作用的旋律來看，應該還可以再繼續往下寫來完整詮釋「發育」，而此提議也獲得團員一致的認同，但以發育的順序而言，光合作用是接近完成成熟之階段，而此首歌的旋律比較像萌芽的階段，因此林檎便將結尾的旋律稍稍緩和，用以達到成熟的階段。然而，演唱會所演唱的新曲「膨脹起來啦」、「對啦對啦」並不被收錄至DVD中，反而是被收錄在演唱會單曲《絕頂集》中。另外，與平常演唱會DVD不一樣的是此張DVD並沒有把觀眾、立體音效等處理掉，反而是忠實的呈現當時演唱會的情況，另外，也使用著畫素較差的攝影機拍攝，演出人員則是以輕鬆的穿著登場。

### 表演人員
發育地位

### 公演會場
| 日期          | 都道府縣 | 城市   | 場館            |
| ------------- | -------- | ------ | --------------- |
| 日本          |          |        |                 |
| 2000年6月7日  | 福岡縣   | 福岡市 | Drumlogos       |
| 2000年6月29日 | 廣島縣   | 廣島市 | Namiki Junction |
| 2000年7月4日  | 兵庫縣   | 神戶市 | Chicken George  |
| 2000年7月8日  | 東京都   | 新宿區 | Liquidroom      |

### 演出曲目
1. 發芽
2. 惡苗 良芽
3. 害蟲驅除
4. 土生土長
5. 膨脹起來啦
6. 對啦對啦
7. 長高吧長高吧
8. 準備開花
9. 今夜
10. 雌花 故 雄花
11. 光合作用

## 脚注